# Hamid Bénani
Hamid Bénani in arabo حميد بناني‎? (Fès, 5 novembre 1940) è un regista, sceneggiatore e scrittore marocchino.

## Biografia
Bénani ha compiuto gli studi medi superiori ai licei Poeymirau e Moulay Ismaïl di Meknès, per poi immatricolarsi alla Facoltà di lettere dell'Università di Rabat, dove consegue la laurea in filosofia nel 1964.
Nel 1965 intraprende gli studi di cinema all'Institut des hautes études cinématographiques (IDHEC) (attualmente chiamato La Fémis), presso il quale di diploma nel 1967 nella sezione "Realizzazione, produzione e regia"; suo compagno di studi è l'altro regista marocchino Moumen Smihi. Parallelamente, a Rabat e a Parigi segue i seminari filosofici di Jacques Derrida, Roland Barthes e Paul Ricœur.
Dal 1968 Bénani è stato attivo alla Radiotelevisione marocchina (RTM) con la mansione di Capo servizio delle relazioni esterne, dalla quale dà le dimissioni nel 1970 per fondare, con Ahmed Bouanani, Mohamed Abderahman Tazi et Mohamed Sekkat, la società di produzione "Sigma 3", con la quale realizzerà il suo primo lungometraggi, Wechma ("tracce"). 
Il film Wechma ha goduto di una certa notorietà fin dal suo apparire, tanto in Marocco, grazie anche ai mini-circuiti di cineclub sotto l'egida della Fédération marocaine des ciné-clubs (FMCC), che ha partecipato anche al finanziamento della pellicola, quanto all'estero, dove ottiene diversi premi cinematografici. La critica lo accoglie con entusiasmo, riconoscendogli una qualità fino ad allora sconosciuta nella cinematografia marocchina, della quale viene considerato il capostipite.
Bénani dovette attendere quase vent'anni prima di realizzare il suo secondo lungometraggio, La Prière de l’absent (inizialmente intitolato Les Secrets de la voie lactée), un adattamento del romanzo omonimo di Tahar Ben Jelloun.
Il cineasta, esperto marocchino di Luis Buñuel, ha dedicato al regista di lingua spagnola numerosi studi apparsi sulla rivista Cinema 3.

## Filmografia

### Cinema
- Les Bonnes, dall'opera teatrale omonima di Jean Genet (1967)
- Cœur à cœurs  dal romanzo Miss Lonelyhearts di Nathanael West (1967)
- Wechma (in arabo وشمة‎?) (1971)
- La Prière de l'absent (1993)
- L'Enfant Cheïkh (in arabo الطفل الشيخ‎?) (2012)
- La Nuit ardente (2017)

### Televisione
Al Aoula : 
- El Oued (1995)
- Assarab (1998)
- L'Automne des rêves  (2004)

2M : 
- Wahmoun fil miraât, da un racconto delle Mille e una notte;
- L'Invitée (2003)
- Le Petit Bonheur (2005)
- La lumière est dans mon cœur  (2006

## Letteratura
- Le dernier chant des insoumises, romanzo (2017)[2]